# Édouard Le Conte
Édouard Louis Marie Le Conte, né à Beauvais le 5 juillet 1876 et mort à Paris le 13 janvier 1960, est un juriste français.
Il a été premier président de la Cour des Comptes de 1946 à 1948. 

## Biographie

### Carrière
Edouard Le Conte est le fils d'Alexandre-Jules Le Conte (né à Châlons-en-Champagne le 12 avril 1848 et mort à Mazerny le 13 août 1913), conseiller maître à la Cour des Comptes.
Jeune licencié ès lettres et en droit, il est attaché à M. Saint-Raymond, conseiller référendaire, pour la préparation du concours de 1898. Reçu quatrième au concours de 1902, il est nomme auditeur de 2e classe le 29 janvier 1903, auditeur-rapporteur de 1re classe le 7 juin 1907, puis conseiller Référendaire de 2e classe le 15 avril 1911. 
Mobilisé du 2 août 1914 au 31 janvier 1919, il combat lors de la Grande Guerre. 
A la démobilisation, il reprend ses fonctions à la Cour des Comptes. Devenu conseiller référendaire de 1re classe le 9 février 1927, il prend les fonctions d'avocat général de la Cour le 23 octobre 1927, puis est nommé conseiller maître le 7 mai 1934.
Ses hautes fonctions l'amènent à devenir membre de la Caisse Nationale de la Recherche Scientifique en 1936, et administrateur honoraire du Crédit Foncier de France.
Président de la troisième chambre le 26 avril 1939, Edouard Le Conte est chargé des fonctions de premier président de la Cour éloignée à Saumur de 1939 à 1940, organisant le déplacement de la Cour en Anjour.
« Dès le 11 septembre 1939, la majeure partie non mobilisée de la Cour des Comptes, soit 52 magistrats dont deux présidents de chambre partent avec leurs familles et une partie du personnel, soit plus de 200 personnes, à Saumur où il était prévu de longue date que la Cour devait se replier sous la présidence d'Edouard Le Conte. La chambre de Saumur, siège au tribunal d'instance et les personnels sont logés, soit dans les hôtels réquisitionnés, soit chez l'habitant.»
Edouard Le Conte est à nouveau chargé des fonctions de premier président en 1945 et installé définitivement à ce poste le 6 novembre 1946. A ce titre, il est chargé à la Libération de rétablir le rapport public, qu'il remet en 1947 à Vincent Auriol, président de la République nouvellement élu. Enfin, prenant sa retraite, il est nommé premier président honoraire, à sa demande le 1er janvier 1948.

### Famille
Marié le 12 janvier 1903 avec Madeleine Hermite (Deuville, 16 novembre 1883 - Arcy, 21 août 1913) fille du Général Marcel Hermite, sœur de Louis Hermite, ambassadeur de France au Danemark puis au Brésil, et petite nièce du mathématicien Charles Hermite, Edouard Le Conte est le père de cinq enfants: 
- Geneviève Le Conte
- Jacqueline Le Conte
- Philippe Marie Le Conte (1907-1992), président de chambre à la Cour des Comptes
- Antoinette Le Conte
- Hubert Le Conte.

## Distinctions
- Commandeur de la Légion d'honneur, par brevet du 22 août 1946[1].